# Shahjahan Khan
Shahjahan Khan (* 5. März 1995 in Quetta) ist ein pakistanisch-US-amerikanischer Squashspieler.

## Karriere
Shahjahan Khan begann seine Karriere im Jahr 2013 und gewann bislang fünf Titel auf der PSA World Tour. Seine höchste Platzierung in der Weltrangliste erreichte er mit Rang 25 am 24. Oktober 2022. Mit der pakistanischen Nationalmannschaft nahm er 2017 an der Weltmeisterschaft teil. Seit Mitte 2019 tritt er unter US-amerikanischer Flagge auf der PSA World Tour an. 2023 stand er im US-amerikanischen Kader bei der Weltmeisterschaft. 2024 wurde er US-amerikanischer Vizemeister.
Sein Vater Zarak Jahan Khan war, wie seine Onkel Zubair Jahan Khan und Hiddy Jahan, ebenfalls als Squashspieler aktiv.

## Erfolge
- Gewonnene PSA-Titel: 5
- US-amerikanischer Vizemeister: 2024